# Emiliano Aguado
Emiliano Aguado Hernández (Cebolla, 1907 – Madrid, 1979) è stato un saggista e drammaturgo spagnolo.

## Biografia
In parte seguace di José Ortega y Gasset, ha orientato la sua saggistica verso una problematica soprattutto storica e religiosa, occupandosi poi anche di problemi estetici. Inoltre ha scritto tragedie e opere narrative.

## Opere
- 1941 – Del siglo VIII a nuestros días
- 1942 – Leyendo el Génesis
- 1942 – El arte como revelación